# Meningen med livet (TV-serie)
Meningen med livet är en svensk dramakomediserie från 2022. Första säsongen bestod av åtta avsnitt, och hade premiär på Viaplay den 11 december 2022. Serien är skapad av Tove Eriksen Hillblom och Maria Nygren som även skrivit seriens manus. För regin har Eddie Åhgren svarat. Serien har fått kontrakt för en andra säsong som planeras att ha premiär 2024. Adam Pålsson kommer att regissera hälften av avsnitten.

## Handling
Serien kretsar kring systrarna Alva och Ellen. Alva och pojkvännen Nico vill men har svårt att bilda familj, men lyckas slutligen bli gravid genom IVF. Alva lägger undan alla planer vad gäller karriär och går helhjärtat in i rollen som mamma. Ett samtal till Nico från ett gammalt one-night-stand riskerar dock att sätta käppar i hjulet. Ellen har tre barn med sin älskade Alex. Hon multitaskar med barn, jobb och husdjur, men något saknas i hennes liv.

## Roller i urval
- Helena af Sandeberg – Ellen
- Ulf Stenberg – Alex
- Celie Sparre – Alva
- Hannes Fohlin – Nico
- Chatarina Larsson
- Göran Ragnerstam
- Johan Jonason
- Nora Rios
- Jonatan Rodriguez
- Madeleine Martin
- Max Tjernström
- Vide Stenberg Linnemihl